# Sandro Ingolitsch
Sandro Ingolitsch (Schwarzach im Pongau, 18 aprile 1997) è un calciatore austriaco, difensore dell'Altach.

## Caratteristiche tecniche
È un difensore centrale.

## Carriera

### Club
Ha giocato nella prima divisione austriaca.

### Nazionale
Ha giocato nelle nazionali giovanili austriache Under-17, Under-18 ed Under-19.
Ha partecipato agli Europei Under-21 del 2019.

## Palmarès

### Club

#### Competizioni nazionali
- Coppa d'Austria: 1

Sturm Graz: 2022-2023